# Jonker Sailplanes
Jonker Sailplanes est un fabricant de planeurs basé à Potchefstroom, en Afrique du Sud.

## Histoire
Ulys Jonker et son frére, Attie Jonker fondent la société Jonker Sailplanes.
En 2006, il annonce un premier modèle, le Jonker_JS-1_Revelation.
En 2016, il annonce un second modèle de planeur, le Jonker JS-3 Rapture.
En 2020, il annonce deux nouveaux modèles de planeur:
- Un planeur de type classe standard 15/18 mètres : Jonker JS-4 Rengeti
- Un motoplaneur de type classe course 18/21 mètres : Jonker JS-2 Revenant
- Un planeur de type classe Open Jonker JS-5 Rey